# كريسي روبرتس
كريسي روبرتس (بالإنجليزية: Chrissy Roberts)‏ هي مدربة كرة سلة أمريكية، ولدت في 25 ديسمبر 1975 في إميننس في الولايات المتحدة.